# Артур Вуд (яхтсмен)
Артур Вуд (англ. Arthur Wood, 29 березня 1875 — 1 червня 1939) — британський яхтсмен.
Олімпійський чемпіон 1908 року в класі 8 метрів.